# 3397 Leyla
3397 Leyla è un asteroide areosecante del diametro medio di circa 5,34 km. Scoperto nel 1964, presenta un'orbita caratterizzata da un semiasse maggiore pari a 2,3515011 au e da un'eccentricità di 0,2967090, inclinata di 21,99390° rispetto all'eclittica.
L'asteroide è dedicato alla statunitense Nancy Leyla Lohmiller.